# 임실필봉농악
임실필봉농악(任實筆峰農樂)은 대한민국 전북특별자치도 임실군 강진면 필봉리에서 전해져 내려오는 풍물놀이이다. 국가무형문화재 제'11-5'호로 지정되어 있다. 특히 농악은 일 년 내내 다양한 형태와 목적으로 많은 행사장에서 공연이 이루어지고, 공연자들과 참여자들에게 정체성을 제공하며 인류의 창의성과 문화 다양성에 기여하고, 국내외 다양한 공동체들 간의 대화를 촉진함으로써 무형문화유산의 가시성을 제고하는데 기여했다는 점을 인정받아 만장일치로 2014년 11월 27일 유네스코 인류무형문화유산으로 등재되었다.

## 유래
필봉리는 주업을 농사로 하는 산간지방의 마을로써, 마을 뒷산이 붓의 끝모양을 닮았다 하여 필봉이라고 이름이 붙여 졌다고 한다. 마당밟이나 당산굿 같은 형태의 마을 굿이었던 필봉 농악이 판굿과 외지의 걸궁굿 같은 수준 높은 풍물굿의 모습을 갖춘 것은 115년 전 유명한 상쇠 박학삼(1884년 11월 10일~1968년 12월 6일)을 초청하면서부터라 한다. 박학삼은 강진면 출생으로 걸궁굿과 마을굿의 유명한 상쇠였으며 박학삼의 타계 후에 송주호(1889년~미상)가 상쇠를 이었다. 송주호는 끝쇠인 양순용(미상~1995년 8월 1일)에게 상쇠를 일찌감치 물려 주었다. 1989년도에는(문화재청에는1988년 8월 1일로 쓰여져 있음.) 임실필봉농악이 국가무형문화재 11-마호로 지정되었다. 그는 1995년 임종시까지 필봉굿 상쇠를 하다가 지금은 그의 자인 양진성(1966년 5월 1일~현재)이 그 뒤를 잇고 있다. 박학삼의 스승은 임실군 청웅리 이화춘(미상)이고, 그의 스승은 남원군의 전판이(1689년~미상)라고 한다.

## 임실필봉농악의 치배 복색과 역할

### 쇠치배
겉에는 더거리라하여 검은색 반소매 동고리에 소매 끝에는 색동을 단다. 등에는 황색과 적색의 띠를 옷핀으로 꽂아 날개 형상으로 달고 허리에는 파란색 띠를 두른다. 머리에는 상모를 쓰는데 전립위에 나무로 깎아서 만든 징자를 달고 징자 꼭대기에 실과 철사를 단다. 실 끝에는 흰 두루미 털로 만든 부포를 단다. 이 중 상쇠라는 자는 판을 이끌어 가는 중요한 역할을 하는데, 크게 3가지 있다.
- 첫째, 처음 어디에서 어떠한 굿을 열 것인가를 구상하는 기획자로서의 기능을 한다.
- 둘째, 굿판의 성격과 시기, 상황에 따라 전체 판의 흐름을 잡아가며 인원 통제와 구성에 관여하는 지휘자로서의 기능을 한다.
- 셋째, 여타 다른 연행자들과 같이 풍물굿의 한 구성원으로서 악기를 들고 연주하는 것은 물론이요 부포를 쓰고 춤추며 부포놀음을 하여 구경꾼과 치배들에게 흥을 불어넣어 주는 연행자로서의 기능을 한다.[3]

꽹과리 소리는 음이 매우 높고 자극적이며 충동적이기 때문에 사람의 감정을 고조시키고 흥을 돋우는데 적합하다고 또한 악기가 작기 때문에 기동성이 있다. 그러한 이유로 꽹과리는 굿판에서 가락의 중심이 되어 전체 가락을 이끈다.

### 장구치배
흰 바지저고리에 청색조끼를 입는다. 어깨 왼편에 황색, 오른편에 적색을 두르고 허리에는 파란색을 두른다. 머리에는 수건을 동여매고 그 위에 고깔을 쓴다. 장구는 판에서 쇠의 가락을 보조해주고 꾸며주며, 전체적인 분위기를 풍성하게 만드는 것을 도와준다. 이들 중 가장 실력이 출중한 사람이 상장구를 맡고 장구치배들을 이끌며 상쇠와 호흡을 맞춘다. 우도 농악의 장구와 달리 필봉굿에서는 장구가 합주자로써의 역할을 넘어 다채로운 가락과 발림을 바탕으로 두드러진 모습을 보인다. 장구치배 한 명이나 둘 이상이 합을 맞추어 '설장구'를 하기도 한다.

### 북치배
흰 바지저고리에 청색조끼를 입는다. 어깨 왼편에 황색, 오른편에 적색을 두르고 허리에는 파란색을 두른다. 머리에는 수건을 동여매고 그 위에 고깔을 쓴다. 북치배들은 판에서 대박을 잡아주는 역할을 하고, 장구의 소리를 도와주는 역할도 한다.

### 징치배
흰 바지저고리에 청색조끼를 입는다. 어깨 왼편에 황색, 오른편에 적색을 두르고 허리에는 파란색을 두른다. 머리에는 수건을 동여매고 그 위에 고깔을 쓴다. 징은 대박, 긴 여운을 남기는 소리를 내어 오묘한 분위기를 조성한다.

### 소고치배
흰 바지저고리에 청색조끼를 입는다. 어깨 왼편에 황색, 오른편에 적색을 두르고 허리에는 파란색을 두른다. 머리에는 수건을 동여매고 그 위에 고깔을 쓴다. 소고치배는 필봉굿의 주인공이라고 할 수 있다. 이들은 가락에 맞추어 재미있게 놀고 춤으로써 판을 풍성하고 생동감있게 보이도록 한다.

### 채상치배
흰 바지저고리에 청색조끼를 입는다. 어깨 왼편에 황색, 오른편에 적색을 두르고 허리에는 파란색을 두른다. 머리에는 채상을 쓰고 초리를 돌린다. (88올림픽 마스코트였던 호돌이가 머리에 썼던 것이 채상이다.)채상 치배는 그 움직임이 화려하여 굿판을 역동적으로 만드는 역할을 한다.

### 잡색
잡색은 허두잽이라고도 한다. 이들은 판 안에서 자유롭게 다니며 재담, 몸짓, 춤 등으로 판을 더욱 풍성하게 만들어주고, 연희자들과 관객사이를 이어주는 다리의 역할을 하는 사람들이다. 이들은 굿에 대하 적절한 이해를 해야 하며, 끼가 있어야 한다. 필봉의 잡색에는 ‘대포수’, ‘창부’, ‘조리중’, ‘양반’, ‘각시’, ‘화동’, ‘무동’, ‘농구’ 등이 있다. ‘대포수’는 잡색들의 수장으로서 풍물굿을 잘 알고 있는 사람이다. 굿 머리를 잘 알고 굿판의 흐름을 잘 파악하여 치배나 구경꾼의 잘못을 지적한다거나 바로잡는 역할을 수행한다.

## 임실필봉농악의 종류
필봉마을에서는 정초에 치는 「마당 밟기」, 섣달 그믐밤에 치는 「매굿」,정월 아흐레에 치는 「당산제」, 보름날에 치는 「찰밥걷기 풍물」, 보름날 징검다리에서 치는 「노디고사굿」, 다른 마을로 걸궁(걸립) 할 때 치는 「걸궁굿(걸립굿)」, 여름철 김매기 때의 「두레굿」, 풍물을 치기 전에 치는 「기굿」, 큰 마당이나 저녁 내내 치는 「판굿」등이 있다.

### 마당 밟기
정초에 신년을 맞이하여 풍물패가 가가호호를 방문하면서 집의 구석구석의 액을 몰아내고 집안식솔의 무사 평안함을 빌어주는 곳이다. 풍물패의 구성원은 그 마을의 사람들이며 두레 성원이 되는 것이다. 마을사람 성원 모두가 주체가 되어 서로 서로 감싸주고 위해주면서 사악한 액과 가정의 잡귀를 물리침으로서 마을의 안녕과 마을 구성원들의 무사태평을 빌어 주는 굿이다. 이처럼 마당밟기를 통해 구성원 서로의 끈끈한 공동체적 정서를 엿볼 수 있다.

마당 밟기 순서는 다음과 같다.
- 기굿 - 당산굿 - 마을샘굿 - 문굿 - 마당굿 - 조황굿 - 철륭굿 - 가청샘굿 - 노젓굿(기타) - 성주굿(마당)

### 매 굿
필봉마을에서는 일 년의 마지막 밤인 음력 섣달 그믐날 밤에 마을의 사악한 것을 쫓고 경사스러운 것을 불러들이는 벽아진경(辟邪進慶)을 위하여 치는 굿으로서 매굿을 친다. 매굿의 구성은 마당밟이와 거의 유사하다.

### 당산제
필봉 마을에는 윗당산, 아랫당산이라 하여 당산이 두 군데가 있다. 당산이란 마을의 수호신을 모신 성소인데 윗당산이라 하면 당산할머니를 모신 당으로 마을의 윗쪽 언덕 위에 있고 아랫당산이라 하면 할아버지 당산으로서 마을 입구 언덕에 있으며 당산나무 아래는 편평하게 터를 닦아 당산제를 지낼 때 당마당으로 쓰게끔 되어 있다.
당산나무는 마을을 지켜주는 수호신으로 여겨져 왔다. 연초, 연말, 그리고 중요한 일이 있을 때마다 필봉마을에선 당산제를 지내어 마을 사람들의 평안을 기원했다.

### 찰밥걷기풍물
역시 정월 대보름날 치는 굿으로 마을의 젊은이들이 쇠1, 징1, 장고1, 소고2개에 대포수, 화동, 창부 등 허두잽이(잡색) 서넛 정도의 간단한 편성으로 평상복을 입고 풍물을 치며 집집이 들르면 그 집 안주인은 찰밥을 한 덩이씩 떼어준다. 이렇게 거둔 찰밥으로 술을 빚어 훗날 걸궁굿이 끝나고 파접례를 할 때 마을 사람들이 나누어 먹는다.

### 노디고사굿
정월 보름날 노디에 금줄을 미리 감아 놓고, 길굿을 치며 노디에 가서 푸지게 굿을 친 다음 상쇠가 즉흥적으로 한 해 내내 노디에서 빠지거나 물이 크게 불어나 떠내려가지 않게 해달라는 내용의 축원을 하고 나서 길굿을 치며 돌아온다.

### 걸궁굿
과거 필봉마을은 정월 보름이 지나서 다른 마을에서 굿을 보기 위해 부르거나 혹은 마을의 공동사업에 쓸 자금을 마련하기 위해 인근 마을로 걸궁(걸립)을 나가는 경우가 있었다. 걸궁은 보통 정월 열 엿새에서 그믐사이에 많이 하는데 앞서 말한 바와 간이 다른 마을에 가서 굿을 푸지고 맛있게 놀아주고 그 대가로 금품을 받아오는 것이므로 굿을 웬만큼 잘 치지 못하는 마을은 걸궁 나갈 엄두를 내지 못했고 뒤에 언급이 되겠지만 나가 보아도 걸궁 받는 마을의 텃새를 제대로 견뎌내기가 힘들었다 한다.

### 두레굿
당산제 마당밟이와 더불어 마을굿의 공동체적 정서를 느낄 수 있는 굿이다. 여름철 마을 장정들이 모여 공동으로 두레노동을 할 때 두레굿을 친다. 쇠1, 징1, 장구1 의 간단한 편성으로 굿을 친다. 여기서 우리는 그 힘든 노동이 놀이와 어울려 승화되어 생산의 능률이 오르게 되는 공동체적 정서와 선조의 슬기를 발견하게 된다. 만두레 (세벌 김매기를 모두 마치는 날) 때에는 일을 마치고 마을로 들어올 때 그들 중에서 가장 농사가 잘된 집의 상머슴을 소나 사다리, 지게 등에 태우고 길굿을 치며 주인집에 들른다. 이를 장원례라고 하는데 농꾼들이 장원이 난 집에서 풍물을 치고 놀면 주인은 닭 잡고 음식 장만하여 농군들에게 장원례 술을 대접한다. 또 김매기를 모두 마치면 백중 (음력으로 칠월 보름)무렵이 되는데 이때 날을 받아서(흔히 백중날)마을 사람이 다 모여 굿을 치며 논다. 이것을 그 힘든 김매기가 다 끝났으니 김맬 때 썼던 호미를 모두 모아 호미씻이라고 한다. 호미씻이는 정월의 당산제 마당밟이와 더불어 연중 마을의 가장 큰 행사중의 하나이다.

## 판굿의 구성
필봉굿의 진수를 느낄 수 있는 굿은 낮부터 시작하여 밤까지 치는 판굿이라고 할 수 있다. 판굿은 우선 앞굿과 뒷굿으로 나뉘는데 앞굿은 굿내는가락(=머리굿), 길굿(질굿, 외마치 질굿), 채굿, 호허굿, 풍류굿으로 구성되어 있고, 뒷굿은 삼방울진, 미지기 영산, 가진 영산, 춤굿(돌굿), 수박치기 등으로 이루어져 있다. 아래는 각 굿별 설명이다.

### 굿내는 가락
머리굿, 굿머리, 굿머리 가락이라고도 불리는 굿내는 가락은 어떤 굿을 시작하기 전에 굿가락을 맞춰보는 가락이다. 상쇠가 치배들을 확인하고 굿가락을 내면 이때 치배 일행이 합세를 하여 치기 시작한다. 이때 처음으로 치는 어름굿은 굿을 칠테니 모든 치배는 준비를 하라는 가락이며, 상쇠는 한 번 어루어 준비가 되지 않으면 두 번, 세 번가지 어루기도 한다. 굿내는 가락은 이렇게 어름굿으로 시작하며 상쇠를 중심으로 모여들어 정지한 상태에서 매우 빠른 속도로 치는 것이 보통이다. 전체 판에서의 굿내는 가락의 위치는 사람들을 집중시키는 판의 시작이라고 할 수 있다.
- 어름 → 휘모리 → 된삼채 → 두마치반각 → 갠지갱 → 맺이 → 휘모리

### 외마치 질굿
외마치 질굿은 굿거리형 한 배이며 질굿이라는 이름에서도 알 수 있듯이 다른 장소로 이동할 때 치는 가락이다. 외마치 질굿은 머리가락과 본가락, 두 부분으로 나누어지는데 본가락을 치다가 굿가락이 어긋난다거나 속도 등의 변화를 주고자 할 때 상쇠의 신호에 의하여 머리가락을 치게 된다. 속도가 빨라지면 빠른 질굿(자진 질굿)을 치게 되기도 하는데 이는 외마치 질굿의 빠른 박으로의 변형 형태이다.
- 질굿가락 → 갠지갱가락 → 맺이가락 → 휘모리가락

### 채굿
채굿은 판굿의 첫부분에 치기에 몸을 푸는 판이라고도 한다. 질굿을 치면서 판이 형성되면 상쇠는 질굿을 자진 모리형으로 몰아가 마치고 채굿가락을 낸다. 채굿에는 일채부터 칠채까지가 있으며 진도 아리랑처럼 채굿 본가락으로 내고 두마치와 갠지갠, 휘모리로 받아 안아 풀고 맺는 구조를 가지고 있다. 상쇠가 가락을 낼 때에는 채굿을 느리게 시작하여 빠르게 조여가는 것이 보통이며 치배들의 발림은 대체로 통통 튀는 느낌으로 경쾌하게 논다. (오 가락은 두마치를 치지 않으며 사채와 칠채는 마지막 배가 두마치와 동일하므로 두마치의 시작을 뒷배로 한다.)
- 일채굿 : 일채 → 두마치 → 갠지갱 → 맺이 → 휘모리
- 이채굿 : 이채 → 두마치 → 갠지갱 → 맺이 → 휘모리
- 삼채굿 : 삼채 → 두마치 2각 → 갠지갱 → 맺이 → 휘모리
- 사채굿 : 사채 → 두마치 → 갠지갱 → 맺이 → 휘모리
- 오채굿 : 오채 질굿 → 빠른갠지갱 → 맺이 → 휘모리
- 육채굿 : 육채 → 두마치 → 갠지갱 → 맺이 → 휘모리
- 칠채굿 : 칠채 → 두마치 → 갠지갱 → 맺이 → 휘모리

### 호허굿
호허굿은 화려한 진풀이 위주의 보여주는 판이라고 할 수 있다. 진다드래기, 호허굿, 돌호허굿, 자진 호허굿을 거치며 상쇠가 이끄는 줄과 상장구가 이끄는 줄이 나뉘어 다채로운 진을 보여준다. 진다드래기를 치며 상쇠줄과 상장구줄이 나뉘어 판을 쓸고 나서 어름굿을 치면서 두 줄로 모이면 호허굿에서는 두 줄이 원진방향으로 걸어가면서 치고, 돌호허굿에서는 "덩 기닥궁따"를 치면서 제자리에서 돈다. 자진 호허굿에서는 두 줄이 나뉘어 상쇠줄이 안으로 스치며 지나가고, 두 줄이 마주치면 오던 방향으로 꺾어 도는 것을 반복하다가 원진을 만들며 중삼채로 넘어가게 된다. 여기에서 중삼채는 자진 호허굿에서 휘모리로 넘어가는 가락으로 그다지 길게 치지 않는다. 호허굿에서의 휘모리는 싸잽이라 하여 매우 빠르고 힘차게 치는 것을 특징으로 한다. 호허굿의 묘미는 무엇보다도 "호호, 호허이" 하고 소리를 지르는 부분인데 이때 허두잽이들은 앞 치배를 따라 뒤늦게 "호호"를 따라하면서 관중으로부터 웃음을 자아내기도 한다.
- 진다드래기 → 호허굿 → 되드래미 호허굿 → 자진 호허굿 → 중삼채 → 맺이 → 싸잽이

### 풍류굿
풍류굿은 호허굿의 휘모리 가락을 맺음과 동시에 인사굿과 이음새를 통해 자연스럽게 넘어가게 된다. 호허굿에서 달아올린 분위기를 바탕으로 관객들과 함께 어울려 춤을 추며 판의 흥을 더욱 돋구게 되는 판이다. 치배들 역시 굿가락에 맞추어 어깨춤을 추며 여유롭게 치고 때로는 판 안에서 춤을 추기도 한다. 느린 풍류를 통해 판 분위기가 무르익으면 필봉굿 가락의 백미라 할 수 있는 반풍류 가락으로 넘어간다. 반풍류는 가락이 끊어질 듯 이어지며 힘이 있어야 한다. 풍류, 반풍류, 갠지갠으로 달아올려진 분위기는 흥이 무르익으면 휘모리로 맺게 된다.
- 휘모리 → 인사굿 → 이음새 → 느린풍류굿 → 반풍류굿 → 갠지갱 → 맺이 → 휘모리

### 삼방울진
상쇠의 내드림 가락과 더불어 치배들이 상쇠를 따라 원진을 풀고 뛰어 세 군데에서 달팽이 모양의 방울진을 만드는 것이 삼방울진이다. 방울진을 말 때에는 대체로 모양이 정돈되어 갈 때 연풍대를 돌면서 어름굿으로 진을 꽉 조인다. 이때 상쇠는 휘모리를 짧게 몰아쳐 끊고 된삼채로 넘어가 굿내는 가락 순으로 친다. 이렇게 세 번의 진풀이가 끝나면 반풍류 가락을 치면서 을(乙)자진으로 풀어 원진을 만들어 미지기 영산으로 넘어 간다.
- 방울진 가락 → 어름 → 휘모리 → 된삼채 → 갠지갱 → 맺이 → 싸잽이

### 미지기 영산
반풍류를 치며 두 줄을 만든 상태에서 상쇠가 두 줄 중앙으로 나와 갠지갠과 휘모리로 분위기를 띄운다. 어름굿으로 휘모리를 맺으며 상쇠는 부포놀음과 함께 연풍대를 돌아 부쇠 앞에 가서 짝드름을 시작한다. 짝드름 가락이 바뀔 때마다 두 줄의 치배들을 서로 밀고 당기며 놀다가 다시 어름굿과 함께 상쇠가 두 줄을 가르면 두 줄로 나뉘어 선다. 이후 반풍류로 풀어 나와 원진을 만들어 갠지갠과 휘모리를 치고 맺는다.
- 반풍류 → 갠지갱 → 맺이 → 휘모리 → 어름, 짝드름

### 가진 영산
가진 영산에서는 징을 치지 않는 것, 상쇠와 부쇠가 한 배씩 맞받아 치는 것이 특징이며 화려한 쇠 변주가 중심이 되는 판이다. 원진이 이루어졌을 때 상쇠가 상장구 앞에 가서 앉으며 가락을 내기 시작하면 다른 치배들도 다같이 치기 시작한다. 부쇠들이 가락을 칠 때에는 상쇠는 쇠발림을 하며 춤을 추고 가진 영산이 속도가 빨라지면서 분위기가 달아 올랐으면 다드래기 영산으로 넘기게 된다. 이때 주의할 점은 가진 영산은 갑자기 빨라지거나 하지 않고 어깨춤이 덩실거리는 춤굿 가락으로 푸지게 쳐야 한다는 것이다.
- 가진 영산 본가락 → 다드래기 영산가락 → 휘모리 영산가락 → 짝드름 → 휘모리

### 재능기영산굿
재능기영산은 굿치배나 관객들이 배역에 맞는 개인 놀이를 하는 대목이다. 상쇠가 쇠발림이나 부포짓을 하면서 등장해야 할 사람 앞에 가서 어름굿 가락을 맺고, 굿거리형 느린 풍류 가락이나 반풍류형의 재능기 영산을 내면 잡색이나 악기 잽이들은 판의 한가운데로 등장하여 자신의 개인적 기량을 맘껏 발휘한다.상쇠는 쇠발림이나 부포놀음 등을 적절하고, 다양하게 또 즉흥적으로 꾸며내는데 오직 상쇠의 주도 아래 판을 짜게 되므로 상쇠의 재량이 돋보이는 굿 대목이라 할 수 있다.

### 노래굿
노래굿의 노래는 필봉마을 노동요의 하나로 볼 수 있는데, 상쇠가 선창하면 치배들과 구경꾼들이 후렴을 받고, 소리 사이사이에 樂이 첨가됨으로써 풍물의 가락과 노래 소리가 조화를 이루는 아주 흥겨운 마당이다. 노래굿의 본 대형은 두줄배기인데 휘모리 가락을 맺고 호허굿의 진다드래기 가락을 치면서 두줄을 만들어 상쇠는 어름굿 가락으로 넘어가 맺은 뒤, "세상은 금삼척이요"하며 노래를 선창한다. 이때 나머지 치배들과 관객은 추임새를 곁들여 준다. 추임새와 동시에 (갠지갱-싸잽이가락)으로 맺고 상쇠는 다시 "생애는 주일배라"는 노래를 부른다. 이때 치배들은 싸잽이 가락을 치다가 느린 풍류 가락 1각을 쳐서 맺는다. 노래굿의 진행은 상쇠가 메기는 소리를 하고 치배들은(얼~싸 절~싸 허허허 좀도 좋네)의 후렴을 받는다. 노래굿의 대형은 느리게 원진을 그리며 도는 형태이고, 노래를 할 때는 소고잽이, 허두잽이, 관객들은 어깨춤을 춘다. 걸음은 느적느적하게, 또는 터벅터벅 힘있게 걸어나가거나 제자리를 한 바퀴씩 돌기도 한다.
- 진다드래기가락 → 열두마치가락 → 인사굿가락 → 소리 → 반풍류 → 휘모리

## 같이 보기
- 풍물놀이
- 남사당놀이
- 평택농악
- 사물놀이

## 참고 문헌
1. ↑  문화재청 www.cha.go.kr
2. 1 2 3 4 5 6 7 8 9 10 11 12 13 14 15 16 17 18 19  『호남좌도풍물굿』필봉농악,전주,1991
3. 1 2 3 4  「풍물굿의 가락 구조와 역동성」이종진,안동대학교대학원,1996
4. 1 2 3 4 5 6 7 8  2005 관악풍물패연합여름전수자료집, 관악풍물패연합, 2005

## 참고자료
- 임실필봉농악 - 국가유산청 국가유산포털